# 20256 Адольфнекар
20256 Адольфнекар (1998 FC3, 1994 AA16, 20256 Adolfneckař) — астероїд головного поясу, відкритий 23 березня 1998 року.
Тіссеранів параметр щодо Юпітера — 3,522.